# Gitarkameratene (musikalbum)
Gitarkameratene är ett livealbum med den norska viskvartetten Gitarkameratene (Jan Eggum, Lillebjørn Nilsen, Øystein Sunde och Halvdan Sivertsen). Albumet, som är gruppens första album, spelades in live i Grieghallen i Bergen 28 oktober 1988 och utgavs 1989 av skivbolaget Grappa Musikkforlag A/S.

## Låtlista
1. "Mot i brystet" (Trad., arr.: Jan Eggum/Lillebjørn Nilsen/Halvdan Sivertsen/Øystein Sunde) – 0:34
2. "Fotformsko" (Carl Perkins, norsk tekst: Jan Eggum/Lillebjørn Nilsen/Halvdan Sivertsen/Øystein Sunde) – 1:58
3. "Welcome to the Show" (tal: Halvdan Sivertsen) – 1:14
4. "Tanta til Beate" (Lillebjørn Nilsen) – 3:49
5. "Fiskehistorie" (tal: Øystein Sunde) – 0:41
6. "Den aller største noen noensinne hadde sett" (Rodney Dillard/William E. Martin, norsk tekst: Øystein Sunde) – 3:08
7. "Sommerfuggel i vinterland" (Halvdan Sivertsen) – 5:14
8. "Mang slags kjærlighet" (Jan Eggum) – 4:32
9. "Optimister" (tal: Lillebjørn Nilsen) – 1:25
10. "Se alltid lyst på livet" (Lillebjørn Nilsen) – 3:15
11. "Teater-erfaring" (tal: Øystein Sunde) – 0:55
12. "La meg hugge min ved i fred" (Øystein Sunde) – 3:09
13. "Internasjonalt engasjement" (tal: Halvdan Sivertsen) – 0:50
14. "Frihet" (Halvdan Sivertsen) – 4:11
15. "En natt forbi" (Jan Eggum) – 3:57
16. "Heksedans"/"Bysommer"/"Vippetangen konditori"/"Levende lyd" (Jan Eggum/Lillebjørn Nilsen/Øystein Sunde/Halvdan Sivertsen) – 4:02

- Låtskrivare inom parentes.

## Medverkande
Gitarkameratene
- Lillebjørn Nilsen – sång, gitarr, munspel
- Øystein Sunde – sång, gitarr
- Halvdan Sivertsen – sång, gitarr
- Jan Eggum – sång, gitarr

Produktion
- Gitarkameratene – musikproducent
- Pytten (Eirik Hundvin), Tore Fjellanger, Ole Petter Berger – ljudtekniker
- Øystein Sunde – ljudmix
- Per Fronth, Trygve Schønfelder – foto